# ماری رس
ماری رس (انگلیسی: Mary G. Ross; ۹ اوت ۱۹۰۸ – ۲۹ آوریل ۲۰۰۸) ریاضی‌دان اهل ایالات متحده آمریکا بود.